# 雷巴雷利縣
雷巴雷利縣是印度的一個縣，位於該國北部，由北方邦負責管轄，面積4,609平方公里，識字率為70%，2011年人口3,404,004，人口密度為每平方公里739人。

## 外部連結
- 官方网站

26°13′48″N 81°14′24″E / 26.23000°N 81.24000°E